# Курдуфан
Курдуфан (на арабски: كردفان; на английски: Kordofan) е исторически регион и бивша провинция в Судан, съществувала до 1994 година, когато е разделена на Южен, Северен и Западен Курдуфан (закрита през 2006 г. и повторно възстановена през 2013 г.). Главен град на региона е Обейд.

## История
През Средневековието столицата на Курдуфан е град Нувабия, където керваните на египетските търговци спирали, преди да продължат към Египет. Основната търговия била с роби. В периода 13 – 14 век в Курдуфан започва проникването на арабизирани мюсюлмански племена. До началото на 19 век регионът е под властта на султаната Сенар. През 1821 година феодалната държава е завладяна от османския паша Мохамед Али, който е валия на Египет по това време. До нахлуването на османците Курдуфан си остава малко познат и изучен от европейците. Един от първите пътешественици, описали Курдуфан, е австро-унгарският търговец Игнациус Палме. През 80-те години на 19 век Курдуфан е арена на основните събития по време на Махдисткото въстание. След потушаването на въстанието в 1898 година Курдуфан става една от провинците на Колониален Судан.